# Safe at Sea
Safe at Sea AB är ett svenskt tillverkningsföretag av utrustning för SAR-verksamhet (Search and Rescue). Det grundades 2006 och har sitt säte i Göteborg.
Företagets dominerande och mest kända produkt och är Rescuerunner, en modifierad vattenskoter, vilken utvecklades i samarbete med Sjöräddningssällskapet i Sverige.